# HACCP

Символічний знак «Безпека харчування»

HACCP (англ. Hazard Analysis and Critical Control Point) — система аналізу ризиків, небезпечних чинників і контролю критичних точок. Система НАССР є науково обґрунтованою, що дозволяє гарантувати виробництво безпечної продукції шляхом ідентифікації й контролю небезпечних чинників.

## Історія створення НАССР
60-ті роки ХХ ст. — розробка концепції НАССР. Основні розробники: компанія Пілсбурі (англ. «Pillsbury»), Лабораторія збройних сил США і Національне управління з аеронавтики і космонавтики (NASA). Ідея створення такої концепції виникла при роботі над Американською Космічною Програмою. Під час роботи над американською космічною програмою NASA поставила за мету виключити утворення токсинів у харчовій продукції, яку споживають астронавти у космосі і, як наслідок, попередити захворювання, зумовлені недоброякісними продуктами харчування. НАССР передбачає заходи, що забезпечують необхідний рівень показників безпеки продукції в процесі її виробництва, причому саме в тих критичних точках технологічного процесу, де може виникнути загроза появи небезпечних чинників. Система дозволяє виділити всі потенційно небезпечні чинники у харчовому продукті та запобігти їх виникненню.
1971 р. — компанія Пілсбурі представила повністю розроблену концепцію НАССР на Першій Американській Національній Конференції з питань безпеки харчових продуктів.
У середині 80-х років Національна академія наук США запропонувала поставити цю систему на службу харчовій індустрії.
Комісія Codex Alimentarius відіграла активну роль у формулюванні та підтримці системи НАССР як міжнародного способу забезпечення виробництва безпечних харчових продуктів.
На 25 засіданні Комітету з питань гігієни харчових продуктів (1991 р.) було прийнято документ «Загальні визначення НАССР та процедури використання Кодексу». Комітет погодився, що система НАССР повинна бути внесена до Кодексу з врахуванням загальних принципів виробництва харчових продуктів.
Найбільш важливим законодавчим актом ЄС, що регламентує сферу застосування НАССР, — є Директива 93/43/ЄЕС «Про гігієну харчових продуктів». Вона застосовується на всіх підприємствах, які працюють з харчовими продуктами.
Застосування директиви стало обов'язковим для країн-членів ЄС з 14 грудня 1995 року. З цією директивою в європейське законодавство було інтегровано принципи НАССР та основні принципи гігієни харчових продуктів.
Міжнародна організація зі стандартизації підготувала проєкт міжнародного стандарту «Системи управління безпечністю харчових продуктів. Вимоги» (ISO 22.000). Застосування систем НАССР в окремих країнах світу регламентується національними законодавчими та нормативно-правовими актами.
Міжнародним стандартом, що встановлює єдині вимоги до систем HACCP, гармонізованого до стандартів менеджменту якості, екологічного менеджменту і пристосованого до сертифікації став ISO 22000:2005 «Food safety management systems — Requirements for any organization in the food chain» (Системи управління безпечністю харчових продуктів. Вимоги до будь-яких організацій харчового ланцюга), який був опублікований у 2005 році.

## 7 принципів HACCP
Принципи HACCP — це фокусування на ідентифікації, моніторингу та контролі небезпек в критичних контрольних точках визначених скрізь виробничий ланцюг.
1) Проведення аналізу небезпечних факторів.
2) Визначення критичних контрольних точок.
3) Встановлення граничних значень.
4) Введення системи контролю за ККТ.
5) Встановлення коригувальних дій, що їх необхідно вжити, коли спостереження свідчать, що певна ККТ виходить з-під контролю.
6) Встановлення процедури перевірки для підтвердження того, що система HACCP працює ефективно.
7) Розроблення методів документування всіх процедур і ведення записів, пов'язаних із застосуванням цих принципів.

## Стандарти по системі HACCP
Основні засади впровадження НАССР, а також принципи НАССР відображено в таких міжнародних стандартах, як ISO 22000, IFS (International Food Standard), BRC. Також дана інформація відображена в Рекомендованому міжнародному Кодексі загальних принципів гігієни харчових продуктів.

## НАССР та ISO 22000

###### ДСТУ ISO 22000:2007 (ISO 22000:2005, IDT) Національний стандарт України.
Цей стандарт установлює вимоги до системи управління безпечністю харчових продуктів, яка поєднує ключові елементи:
- — взаємодійове (інтерактивне) інформування;
- — системне керування;
- — програми-передумови;
- — принципи НАССР.

Інформування в усьому харчовому ланцюгу є суттєвим для забезпечення ідентифікації та адекватного керування всіма відповідними небезпечними чинниками харчового продукту на кожній ланці в межах харчового ланцюга.
Стандарт можуть застосовувати всі організації, незалежно від розміру, які залучені до будь-якого аспекту харчового ланцюга та бажають запровадити системи, які гарантують безпечні продукти на постійній основі. Вимоги.до системи управління безпечністю харчових продуктів [Архівовано 19 квітня 2016 у Wayback Machine.]
Нічого принципово нового у вимогах НАССР немає, — НАССР лише зручно систематизує численні санітарні та технологічні норми і правила виробництва, полегшує поточний контроль. ISO 22000 виводить все це на міжнародний рівень стандартизації для експортно-імпортних відносин. Підприємствам з новим сучасним обладнанням легко застосувати це у виробництві, але стандарт побудовано так, щоб врахувати можливості до розвитку всіх підприємств.

## Хто в системі?
Механізм НАССР відзначається широкою популярністю в різноманітних галузях, таких як ресторанне господарство, кейтеринг, харчові виробництва готової продукцію та напівфабрикатів, виробництво харчових упаковок, заготівельні підприємства, доготівельнихі підприємства харчової промисловості, постачальники для великих торгових мереж та навіть виробники корму для тварин. Важливо відзначити, що всі виробничі потужності повинні бути розроблені та спроєктовані відповідно до вимог НАССР кваліфікованими фахівцями. Це забезпечує ефективне функціонування та відповідність стандартам безпеки й якості.
Загалом НАССР зорієнтована на такі великі харчові сектори:
- підприємства ресторанного господарства (громадського харчування);
- виробники харчової продукції;
- торгові заклади;
- сільгоспвиробники сировини: агрохолдинги, агрофірми, фермерські господарства
- виробники кормів, добрив, пестицидів;
- виготовлювачі очищувальних, захисних засобів та обладнання;
- ті, хто займається зберіганням, упаковкою, фасуванням готової продукції[4].

## У країнах світу
Система НАССР схвалена в усьому світі, зокрема, Комісією харчового кодексу (Комісія ООН — Codex Alimentarius) та Європейським Союзом, а також прийнята рядом країн, у тому числі Канадою, Австралією, Новою Зеландією та Японією як обов'язкова до застосування.
Для європейських компаній дуже важливою є стаття 3:
«Виробники харчових продуктів повинні ідентифікувати будь-який етап у своїй діяльності, який є критичним для забезпечення безпеки і гарантувати, що відповідні процедури ідентифіковані, впроваджені, підтримуються та переглядаються на основі наступних принципів, що використовуються для розробки системи НАССР…».

### HACCP в Україні
В Україні вимоги щодо розробки та впровадження систем управління безпечністю харчової продукції за принципами НАССР задекларовані ДСТУ 4161-2003 «Система управління безпечністю харчових продуктів. Вимоги» та ДСТУ ISO 22000:2007 «Системи управління безпечністю харчових продуктів. Вимоги до будь-яких організацій харчового ланцюга».
На підставі пункту 2 частини 2 ст. 20 Закону України «Про основні принципи та вимоги до безпечності та якості харчових продуктів» (N 771/97-ВР від 23.12.1997 року, зі змінами та доповненнями), особи, які займаються виробництвом або введенням в обіг харчових продуктів, повинні застосовувати системи НАССР та/або інші системи забезпечення безпечності та якості під час виробництва та обігу харчових продуктів. Першою компанією, що розробила, впровадила та сертифікувала HACCP стала «Кока-кола».
23 липня 2014 р. Верховна Рада України проголосувала за законопроєкт № 4179 а, який стосується гармонізації законодавства України та Європейського Союзу у сфері безпеки та якості харчових продуктів. Зазначений документ передбачає введення в Україні європейської моделі системи гарантування безпеки і якості продуктів харчування, що базується на процедурах HACCP (Hazard Analysis and Critical Control Points — аналіз небезпечних чинників і критичні контрольні точки). У законі також передбачено створення єдиного контролюючого органу в сфері безпеки харчових продуктів, скасування дозвільних документів і процедур, які відсутні в ЄС, впровадження європейських принципів регулювання ГМО, зокрема в частині реєстрації ГМО-джерел, а не продуктів, вироблених з них.
Держпродспоживслужба України здійснює контроль за впровадження систем управління безпечністю харчової продукції керуючись Наказом Міністерства аграрної політики та продовольства (від 01.10.2012 № 590 зі змінами та доповненнями) «Про затвердження Вимог щодо розробки, впровадження та застосування постійно діючих процедур, заснованих на принципах Системи управління безпечністю харчових продуктів (НАССР)»
У новій редакції закону N 771/97-ВР «Про основні принципи та вимоги до безпечності та якості харчових продуктів», який набув чинності у 2015 році, містяться положення, у яких виділяється проміжок часу на перехідний період, за який усі оператори ринку харчових продуктів переходять від застарілих норм та правил на сучасні системи менеджменту контролю якості продукції. Так, згідно із Законом розробити та запровадити систему НАССР необхідно:
- з 20.09.17 р. — на потужностях, на яких провадять діяльність із харчовими продуктами, у складі яких є необроблені інгредієнти тваринного походження (крім малих потужностей), наприклад, сільгосппідприємства, які займаються переробкою й реалізацією м'яса, ковбас, сирів, йогуртів тощо;
- з 20.09.18 р. — на потужностях, на яких провадять діяльність із харчовими продуктами, у складі яких відсутні необроблені інгредієнти тваринного походження (крім малих потужностей), наприклад, сільгоспвиробник готової овочевої продукції;
- з 20.09.19 р. — НАССР стає обов'язковим для всіх, зокрема для малих потужностей. Сюди належить сегмент HoReCa [Архівовано 17 травня 2021 у Wayback Machine.]. Отже, запровадження системи НАССР передбачалося в кілька етапів протягом трьох років. Станом на сьогодні всі підприємства, які займаються виробництвом та реалізацією харчових продуктів — операторів ринку харчових продуктів, повинні дотримуватись нових вимог і законодавства.
За невиконання вимог по впровадженню HACCP оператори ринку України можуть отримати наступні штрафи:
● юридичні особи: у розмірі 30 мінімальних заробітних плат;
● фізичні особи: у розмірі 15 мінімальних заробітних плат.
Законодавством передбачені штрафні санкції, деякі підприємства не можуть виконати або ж навіть і не намагаються виконати висунуті їм вимоги. Маючи певний суб'єктивний досвід спілкування з підприємствами сфери обслуговування, можна дати відповідну оцінку тій ситуації, котра наразі склалася на ринку і розглянути низку питань пов'язаних з новим фітосанітарним законодавством України. Дехто з операторі ринку помилково вважає, що запровадження системи HACCP необхідно тільки новим підприємствам і не стосуються діючих підприємств малої та середньої потужності, які працюють в сегменті HoReCa. Багато досить великих харчових підприємств почали впроваджувати систему, схожу на HACCP, близько 10 років тому. Це було зроблено ними завдяки наявності певної «фінансової подушки». Саме тому наразі такі об'єкти мають досить непогано працюючу систему, навчений персонал і відповідну інфраструктуру. У даних підприємств не виникає проблем при необхідності виконання нових вимог законодавства, пов'язаних з HACCP.
Для прискорення темпів запровадження систем HACCP в Україні розроблена комп'ютерна програма HACCP-TRADING, яка дозволяє застосовувати постійно діючі процедури Системи у цифровому вигляді без використання паперових носіїв інформації.